# Karsten Dehning-Busse
Karsten Dehning-Busse (* 1956 in Bremen) ist ein deutscher Cellist, Komponist und Musikpädagoge.

## Leben
Dehning studierte an der Musikhochschule Hannover bei Klaus Storck Violoncello und rundete seine Ausbildung durch den Besuch von Meisterkursen, u. a. bei Pierre Fournier ab. Nach seinem Konzertexamen 1985 ist er dort auch als Lehrbeauftragter im Fach Violoncello tätig.
Sein künstlerisches Schaffen erfolgt überwiegend freiberuflich als Komponist und Cellist in der Kammermusik, insbes. im Bereich der Neuen Musik. So war er 1993 Gründungsmitglied des Neuen Ensembles Hannover und ist festes Mitglied im Bremer Trio Ad Libitum mit Andreas Salm (Klarinette) und Juliane Busse (Klavier). Darüber hinaus ist er Dirigent von Laienorchestern tätig.
Dehning-Busse ist darüber hinaus als Schachspieler für die Schachfreunde Lilienthal aktiv.

## Werke
Das von ihm komponierte Trio (2006) für Klarinette, Violoncello und Klavier wurde unter seiner Mitwirkung von Radio Bremen aufgezeichnet und gesendet.